# Это, Масаки
Масаки Это (яп. 斎江藤 正基 Это Масаки, род. 26 февраля 1954 года в префектуре Кагосиме, Япония) — японский борец греко-римского и вольного стилей, призёр Олимпийских игр, чемпион мира, обладатель Кубка мира, двукратный чемпион Японии.

## Спортивная биография
В школе занимался вольной борьбой. После окончания средней школы в Кагосиме, поступил на службу в Силы самообороны Японии. В 1975 году занял третье место на чемпионате Японии по вольной борьбе. В 1978, 1979 и 1980 году становился вторым на чемпионате Японии по вольной борьбе, после чего перешёл в греко-римскую. В 1982 году вновь стал серебряным призёром национального чемпионата.
В 1982 году стал обладателем Кубка мира, в 1983 году стал чемпионом Японии и чемпионом мира. В 1984 году снова стал чемпионом Японии.
На Летних Олимпийских играх 1984 года в Лос-Анджелесе боролся в категории до 57 килограммов (легчайший вес). Участники турнира, числом в 16 человек в категории, были разделены на две группы. За победу в схватках присуждались баллы, от 4 баллов за чистую победу и 0 баллов за чистое поражение. Когда в каждой группе определялись три борца с наибольшими баллами (борьба проходила по системе с выбыванием после двух поражений), они разыгрывали между собой места в группе. Затем победители групп встречались в схватке за первое-второе места, занявшие второе место — за третье-четвёртое места, занявшие третье место — за пятое-шестое места.
Масаки Это, являясь действующим чемпионом мира, рассматривался как явный фаворит. Как и ожидалось, он без проблем победил в группе, и вышел в финал против  Паскаля Пассарелли, который, являясь чемпионом мира 1981 года также рассматривался как фаворит. В финальной встрече Это, проигрывая по ходу встречи, имел шансы в последние полторы минуты встречи, однако не смог дожать Пасарелли, стоящего на мосту, и стал серебряным призёром.
| Выступление на Олимпийских играх 1984 года | Выступление на Олимпийских играх 1984 года | Выступление на Олимпийских играх 1984 года   | Выступление на Олимпийских играх 1984 года | Выступление на Олимпийских играх 1984 года | Выступление на Олимпийских играх 1984 года | Выступление на Олимпийских играх 1984 года | Выступление на Олимпийских играх 1984 года |
| Круг                                       | Соперник                                   | Страна                                       | Результат                                  | Счёт                                       | Баллы                                      | Всего баллов                               | Время схватки                              |
| ------------------------------------------ | ------------------------------------------ | -------------------------------------------- | ------------------------------------------ | ------------------------------------------ | ------------------------------------------ | ------------------------------------------ | ------------------------------------------ |
| 1                                          | Али Лачкар                                 | Марокко                                      | Победа                                     | 8-4                                        | 3                                          | 3                                          | 6:00                                       |
| 2                                          | Абдель Латиф Халаф                         | Египет                                       | Победа                                     | 16-4 За явным преимуществом                | 4                                          | 7                                          | 5:01                                       |
| 3                                          | Антонио Кальтабиано                        | Италия                                       | Победа                                     | Дисквалификация (пассивность)              | 3                                          | 10                                         | 5:44                                       |
| Финал группы «B» (встреча 2)               | Бабис Холидис                              | Греция                                       | Победа                                     | 6-6 (по доп. критериям)                    | 3                                          | 3                                          | 6:00                                       |
| Финал группы «B» (встреча 3)               | Юнгбек, Бенни                              | Швеция                                       | Победа                                     | Туше                                       | 4                                          | 7                                          | 4:25                                       |
| Финал                                      | Паскаль Пассарелли                         | Федеративная Республика Германии (1949—1990) | Поражение                                  | 5-8                                        |                                            |                                            | 6:00                                       |

После того, как оставил большой спорт был директором по связям с общественностью в спортивной школе сил самообороны. Также был директором Японской ассоциации борьбы. В 2009 году вышел на пенсию 